# Marlon (piłkarz)
Marlon, właśc. Marlon Santos da Silva Barbosa (ur. 7 września 1995 w Duque de Caxias) – brazylijski piłkarz występujący na pozycji środkowego obrońcy w brazylijskim klubie Fluminense FC, do którego jest wypożyczony z Szachtaru Donieck.

## Kariera klubowa
Marlon jest wychowankiem brazylijskiego klubu Fluminense FC, w którego barwach zadebiutował w 2013 roku. W 2016 roku po udanych występach w barwach Fluminense został wypożyczony na rok z opcją wykupu do Barcelony B.
W czasie tego wypożyczenia miał okazję także zadebiutować w barach pierwszej drużyny Barcelony w meczu Ligi Mistrzów przeciwko Celticowi, zmieniając w 72 minucie Gerarda Piqué. W Primera División zadebiutował w meczu przeciwko UD Las Palmas.
Po udanym sezonie Barcelona zdecydowała się na wykupienie piłkarza, który dołączył tym samym do pierwszej drużyny Barcelony.
29 sierpnia 2017 roku został wypożyczony na dwa sezony do francuskiego zespołu OGC Nice.
16 sierpnia 2018 roku został zawodnikiem Sassuolo, podpisując 2-letni kontrakt.
22 czerwca 2021 został zawodnikiem Szachtaru Donieck, podpisując umowę na okres 5 lat.

## Sukcesy

### Barcelona
- Puchar Króla (1x): 2016/2017